# 蔡天祜
蔡天祜（1476年—1535年），字成之，號石崗，河南開封府睢州（今河南睢县）人，明朝政治人物。

## 生平
弘治十一年（1498年）戊午科河南鄉試第四十七名舉人，弘治十八年（1505年）乙丑科第三甲第五名進士。改翰林院庶吉士，授吏科给事中。正德七年（1512年）七月任福建按察司佥事。协剿江西。十一年（1516年）十月转山东左参议，十五年六月晋副使，分巡遼陽。值荒年，賑災救活上萬人。造濱海圩田数万顷，人稱“蔡公田”。十六年平定山东淄川县流贼李琪等，本年十二月升陕西右参政，嘉靖二年（1523年）十月升山西按察使。
嘉靖三年（1524年），大同兵變，巡撫張文錦遇害。世宗下詔寬恕作亂，改宣府巡撫、都御史李鐸擔任大同巡撫。李鐸因母憂不至，於是在八月以蔡天祜任右僉都御史，巡撫大同。其在任期間平定民心，控制局面。進右副都御史，九年（1530年）二月加兵部左侍郎，不久召回部屬。因御史李宗樞彈劾，令回籍听勘，遂稱病辭職。兩年後宣府巡抚劉源清举荐，召赴京任用，未至而生疾，疏请告归，嘉靖十四年卒于家。

## 家族
曾祖父蔡青；祖父蔡敬，贈□；父蔡晟，成化進士，曾任知府；嫡母胡氏（封宜人）；生母劉氏。慈侍下，弟天祚、天祥。

## 佚事
《池北偶谈》載蔡天祜助鬼申冤之故事。

## 延伸阅读
[在维基数据编辑]
 《明史卷二百》，出自《明史》